# Herrarnas lagförföljelse i bancykling vid olympiska sommarspelen 1984
Herrarnas lagförföljelse i bancykling vid olympiska sommarspelen 1984 ägde rum söndagen den 2-3 augusti 1984 i Los Angeles.

## Medaljörer
| Event                    | Guld                                                              | Silver                                                     | Brons                                                             |
| Herrarnas lagförföljelse | Australien Michael Grenda Kevin Nichols Michael Turtur Dean Woods | USA David Grylls Steve Hegg Patrick McDonough Leonard Nitz | Västtyskland Reinhard Alber Rolf Gölz Roland Günther Michael Marx |

## Resultat

### Kvalificeringsomgång
| Placering | Cyklister                                                                      | Land           | Tid     | Genomsnittlig hastighet | Kvalificerad |
| --------- | ------------------------------------------------------------------------------ | -------------- | ------- | ----------------------- | ------------ |
| 1         | Roberto Amadio Massimo Brunelli Maurizio C. Colombo Silvio Martinello          | Italien        | 4:28,47 | 53,637                  | Q            |
| 2         | Michael Grenda Kevin Nichols Michael Turtur Dean Woods                         | Australien     | 4:28,79 | 53,573                  | Q            |
| 3         | Reinhard Alber Rolf Gölz Roland Günther Michael Marx                           | Västtyskland   | 4:28,97 | 53,537                  | Q            |
| 4         | Dan Frost Michael Marcussen Pedersen Jørgen V. Brian Holm Sørensen             | Danmark        | 4:29,79 | 53,374                  | Q            |
| 5         | Brent Emery Steve Hegg R. Patrick McDonough Leonard Harvey Nitz                | USA            | 4:29,92 | 53,349                  | Q            |
| 6         | Didier Garcia Eric Louvel Pascal Potie Robert Pascal                           | Frankrike      | 4:30,34 | 53,266                  | Q            |
| 7         | Rudi Ceyssens Roger Ilegems Peter Roes Joseph Smeets                           | Belgien        | 4:31,20 | 53,097                  | Q            |
| 8         | Daniel Huwyler Hans Ledermann Hansrüdi Märki Jörg Müller                       | Schweiz        | 4:31,86 | 52,968                  | Q            |
| 9         | Pedro Omar Caino Gabriel O. Curuchet Juan Esteban Curuchet Eduardo W. Trillini | Argentina      | 4:32,25 | 52,892                  |              |
| 10        | Rafael Elshof Rik Moorman Jelle Nijdam Marco Van Der Hulst                     | Nederländerna  | 4:33,45 | 52,660                  |              |
| 11        | Akio Kuwazawa Harumitsu Okada Mitsugi Sarudate Yoshihiro Tsumuraya             | Japan          | 4:34,39 | 42,480                  |              |
| 12        | Steve Bent Paul Curran Mark Noble Adrian Timmis                                | Storbritannien | 4:36,74 | 52,034                  |              |
| 13        | Craig Adair Anthony Cuff Brian Fowler Graeme Miller                            | Nya Zeeland    | 4:37,57 | 51,878                  |              |
| 14        | Lino Aquea Eduardo Cuevas Miguel Droguett Fernando Vera                        | Chile          | 4:38,57 | 51,692                  |              |

### Kvartsfinaler
Heat 1
| Placering | Land    | Tid     | Genomsnittlig hastighet | Kvalificering |
| --------- | ------- | ------- | ----------------------- | ------------- |
| 2         | Danmark | 4:25,16 | 54,306                  |               |
| 1         | USA     | 4:25,15 | 54,308                  | Q             |

Heat 2
| Placering | Land         | Tid     | Genomsnittlig hastighet | Kvalificering |
| --------- | ------------ | ------- | ----------------------- | ------------- |
| 1         | Västtyskland | 4:28    | 53,723                  | Q             |
| 2         | Frankrike    | 4:30,28 | 53,278                  |               |

Heat 3
| Placering | Land       | Tid     | Genomsnittlig hastighet | Kvalificering |
| --------- | ---------- | ------- | ----------------------- | ------------- |
| 1         | Australien | 4:30,19 | 53,295                  | Q             |
| 2         | Belgien    | 4:31,53 | 53,032                  |               |

Heat 4
| Placering | Land    | Tid     | Genomsnittlig hastighet | Kvalificering |
| --------- | ------- | ------- | ----------------------- | ------------- |
| 1         | Italien | 4:25,07 | 54,325                  | Q             |
| 2         | Schweiz | 4:30,47 | 53,240                  |               |

### Semifinaler
Heat 1
| Placering | Land         | Tid | Genomsnittlig hastighet | Kvalificering |
| --------- | ------------ | --- | ----------------------- | ------------- |
| 1         | USA          | -   | -                       | Q             |
| 2         | Västtyskland | -   | OVT                     |               |

Heat 2
| Placering | Land       | Tid     | Genomsnittlig hastighet | Kvalificering |
| --------- | ---------- | ------- | ----------------------- | ------------- |
| 2         | Italien    | 4:25,12 | 54,315                  |               |
| 1         | Australien | 4:23,56 | 54,636                  | Q             |

### Finaler
Bronsmatch
| Placering | Land         | Tid     | Genomsnittlig hastighet | Placering |
| --------- | ------------ | ------- | ----------------------- | --------- |
| 2         | Västtyskland | 4:25,60 | 54:216                  | 4         |
| 1         | Italien      | 4:26,90 | 53,952                  | 3         |

Final
| Placering | Land       | Tid     | Genomsnittlig hastighet | Placering |
| --------- | ---------- | ------- | ----------------------- | --------- |
| 1         | Australien | 4:25,99 | 54,137                  | 1         |
| 2         | USA        | 4:29,85 | 53,263                  | 2         |